# 老巴夺父子烟草公司旧址
老巴夺父子烟草公司旧址是黑龙江省哈尔滨市的一座历史建筑，位于南岗区一曼街69号（原山街），哈尔滨卷烟厂院内。

## 历史
老巴夺父子烟草公司始建于1902年，烟厂旧址建于1919年。1922年竣工。由俄国建筑师维萨恩设计，折衷主义建设风格。2007年9月30日，成为哈尔滨市文物保护单位。为哈尔滨市Ⅰ类保护建筑，并入选“中国工业遗产保护名录”。2024年2月2日，成为黑龙江省文物保护单位。